# Луксор (аэропорт)
Международный аэропорт Луксора (араб. مطار الأقصر الدولي‎, IATA: LXR, ICAO: HELX) — международный аэропорт, расположенный в городе Луксор, Египет. Он находится в 6 км к востоку от города. Многие чартерные авиакомпании пользуются аэропортом, поскольку он является популярным туристическим направлением для тех, кто посещает реку Нил и Долину Царей.

## Оснащение
В 2005 году аэропорт был модернизирован и теперь может принимать до 8 миллионов пассажиров в год. Для удобства пассажиров аэропорт располагает 48 стойками регистрации, 8 выходами, 5 пунктами для выдачи багажа, почтовым отделением, банком, пунктом обмена валюты, автоматом обмена (CIB), ресторанами, кафетериями, VIP-залом, магазином беспошлинной торговли, газетным/табачным киоском, аптекой, сувенирным магазином, туристическим агентством, службой поддержки туристов, службой проката автомобилей, пунктом первой помощи, детской/родительской комнатой, а также местами для инвалидов и бизнес-центром.
Помещения для хранения грузов включают в себя холодильные камеры, зоной карантина для животных и обработки домашних питомцев, их обслуживают медицинские работники, имеется рентгеновское оборудование и оборудование для фумигации. Отвечает за обслуживание грузового терминала в аэропорту Луксора EgyptAir Cargo.

## Авиакомпании и направления вылетов
| Авиакомпания                | Пункты назначения                                                    |
| --------------------------- | -------------------------------------------------------------------- |
| Air Arabia                  | Джидда, Эль-Кувейт                                                   |
| Air Cairo                   | Сезонные: Каир                                                       |
| AlbaStar                    | Сезонные чартерные: Бергамо                                          |
| AlMasria Universal Airlines | Сезонные: Каир                                                       |
| EgyptAir                    | Каир Сезонные: Лондон (Хитроу), Париж (Шарль-де-Голль), Шарм-эш-Шейх |
| FlyEgypt                    | Эль-Кувейт                                                           |
| Jazeera Airways             | Эль-Кувейт                                                           |
| Kuwait Airways              | Эль-Кувейт                                                           |
| Neos                        | Сезонные: Милан (Мальпенса), Верона                                  |
| Nile Air                    | Каир, Эль-Кувейт                                                     |
| TUI fly Belgium             | Сезонные: Брюссель                                                   |
| Turkish Airlines            | Стамбул                                                              |

## Несчастные случаи и происшествия
- 20 февраля 2009 года самолет Антонов Ан-12 разбился из-за возгорания двигателя при взлете. Все пять членов экипажа погибли[14].

## Галерея

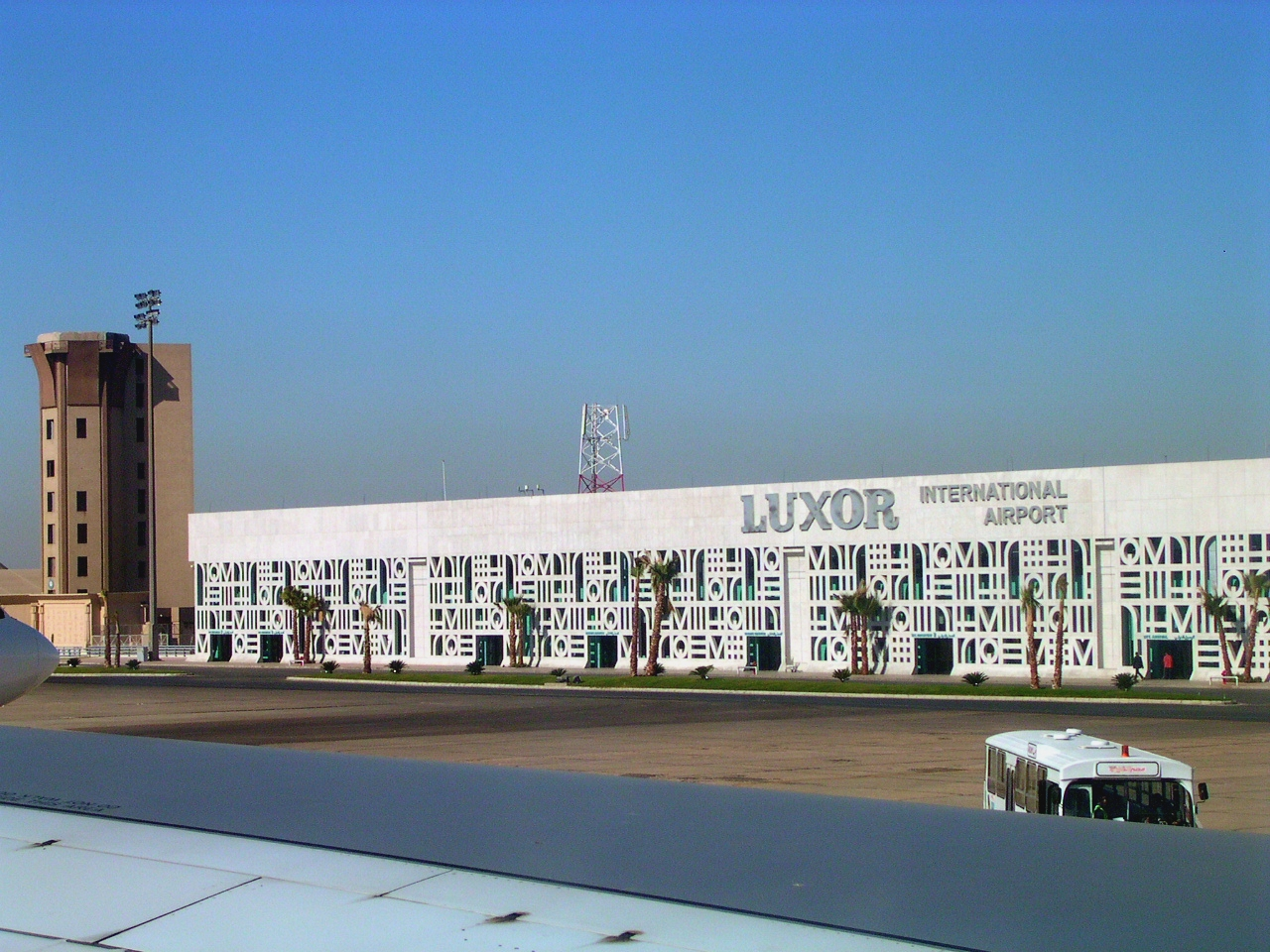
Вид на международный аэропорт Луксора
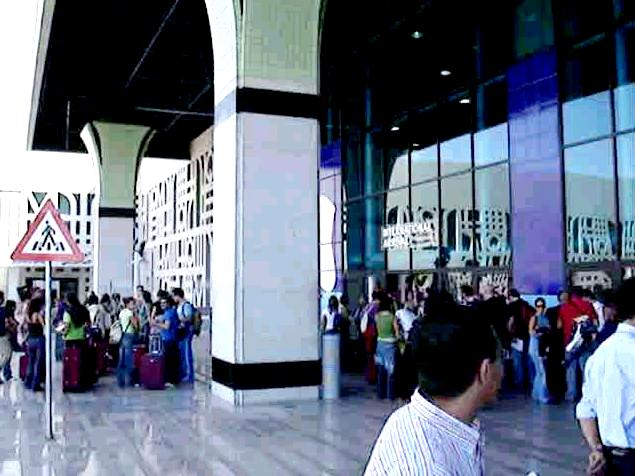